# Череда (Леко)
Череда је насеље у Италији у округу Леко, региону Ломбардија.
Према процени из 2011. у насељу је живело 36 становника. Насеље се налази на надморској висини од 400 м.